# Rechenpfennig

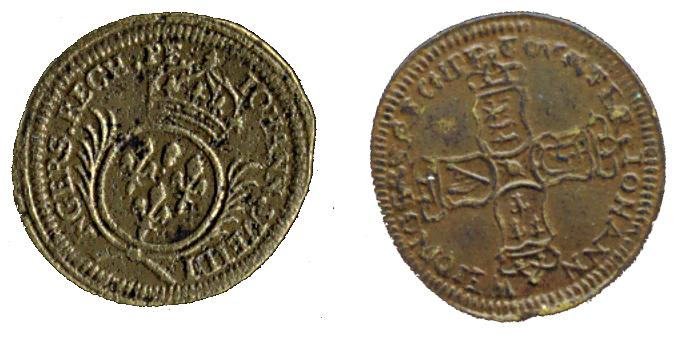
Zwei Rechenpfennige

Ein Rechenpfennig, auch als Münzmeisterpfennig, Zahlpfennig oder im süddeutschen Raum als Raitpfennig bezeichnet, war ein Rechenhilfsmittel, das beim Rechnen auf Linien Verwendung fand. Die Konstruktion mit den Rechenpfennigen ist eine flache Version des Abakus.
Das Rechnen auf Linien war eine Rechenmethode, die etwa vom 13. bis ins 17. Jahrhundert in Mitteleuropa in Gebrauch war. Auf ein mit Linien unterteiltes Brett oder Tuch wurden flache Scheiben zumeist aus Metall gelegt. Der Wert der Metallscheiben, die im Lauf der Zeit münzähnliches Aussehen erhielten, war von ihren Positionen auf dem Brett abhängig. Ab dem 15. Jahrhundert entwickelte sich neben den Niederlanden vor allem die freie Reichsstadt Nürnberg zu einem Zentrum der Herstellung von Rechenpfennigen. Der größte Teil der in Europa hergestellten Rechenpfennige wurde dort geprägt. Selbst nach dem Übergang von der römischen Zahlschrift auf die indische Zahlschrift, wodurch das schriftliche Rechnen wesentlich erleichtert wurde, wurden Rechenpfennige als Spielgeld noch bis ins 19. Jahrhundert geprägt.

## Bekannte Nürnberger Rechenpfennigmacher
- Damian Krauwinckel, 1543–1581
- Georg & Hans Schultes, 1550–1596
- Wolf Lauffer I, 1554–1601
- Hans Krauwinckel I, 1562–1586
- Egidius Krauwinckel, vor 1570–1613
- Hans Krauwinckel II, 1586–1635
- Hans & Wolf Lauf(f)er II, 1607–1660
- Wolf Lauffer III, 1650–1670
- Conrad & Cornelius Lauffer, 1660–1676
- Johann Weidinger, 1670–1700
- Johann Conrad Höger, 1705–1743
- Johann Jacob Dietzel, 1711–1748
- Albrecht Höger, 1735–1789
- Ernst Ludwig Sigmund Lauer, 1783–1829
- Johann Jacob Lauer, 1806–1852